# بخش وستفیلد (شهرستان مورو، اوهایو)
بخش وستفیلد (به انگلیسی: Westfield Township) یک منطقهٔ مسکونی در ایالات متحده آمریکا است که در شهرستان مورو، اوهایو واقع شده‌است.
 بخش وستفیلد ۷۰٫۱ کیلومتر مربع مساحت و ۱٬۱۷۷ نفر جمعیت دارد و ۲۹۸ متر بالاتر از سطح دریا واقع شده‌است.